# Frontier
Frontier (Frontera) es una serie de televisión de período histórico canadiense, cocreada por Brad Peyton, Atraca Blackie, y Peter Blackie, que narra el comercio de pieles norteamericano a finales de 1700 en Canadá. La serie es coproducida para Netflix. Se estrenó el 6 de noviembre de 2016. 
La serie renovó para una segunda temporada en octubre de 2016, estrenándose el 18 de octubre de 2017. Frontier renovó para una tercera temporada en el 20 de septiembre de 2017, antes del estreno de la segunda temporada. La tercera temporada completa tuvo su estreno en Netflix el 23 de noviembre de 2018, y posteriormente se retransmitió en Canadá entre los días 7 y 21 de diciembre de 2018.

## Sinopsis
La serie narra las crónicas del comercio de piel norteamericano a finales de 1700s en Canadá. Sigue a Declan Harp (Jason Momoa), de padre irlandés y madre nativa. Es un hombre fuera de la ley que lucha para entorpecer el monopolio sobre el comercio de piel en su tierra nativa de la Compañía de la Bahía de Hudson, que ha sucumbido a la corrupción y recurre a actividades ilegales para enriquecerse.

## Reparto

### Principal
- Jason Momoa es Declan Harp
- Alun Armstrong es Lord Benton (temporada 1–3)
- Landon Liboiron es Michael Smyth
- Zoe Boyle es Grace Emberly
- Jessica Matten es Sokanon
- Christian McKay es Father James Coffin (temporada 1)
- Evan Jonigkeit es Captain/Governor Jonathan Chesterfield (temporada 1–2)
- Shawn Doyle es Samuel Grant
- Zahn McClarnon es Samoset (temporada 1)
- Lyla Porter-Follows es Clenna Dolan
- Diana Bentley es Imogen
- Greg Bryk es Cobbs Pond
- Breanne Hill es Mary
- Paul Fauteux es Jean-Marc Rivard
- William Belleau es Dimanche (temporada 1)
- Allan Hawco es Douglas Brown
- Michael Patric es Malcolm Brown
- Stephen Lord es Cedric Brown (temporada 1)
- Katie McGrath es Elizabeth Carruthers (temporada 1–2)
- Charles Aitken es Captain Johnson (temporada 1)
- Tantoo Cardinal es Kamenna
- Raoul Trujillo es Machk (temporada 1)
- Kiowa Gordon es Kitchi (temporada 1)
- Cameron Roberts es Chogan (temporada 1)
- Jean-Michel Le Gal es Commander Everton (temporada 2, temporada 1)
- Demetrius Grosse es Charleston (temporada 2–3)
- Karen LeBlanc es Josephette (temporada 2–)
- Joel Thomas Hynes es Darragh (temporada 2)
- David Schaal es Captain Grey (temporada 2)
- Rémy Girard es Marquis de Beaumont (temporadan 2)
- Jamie Sives es McTaggart (temporada 2–)
- Natar Ungalaaq es Inuit hunter (temporada 2)
- Nagliniq Amagoalik es Inuit child (temporada 2)
- James Preston Rogers es Vladimir 'The Siberian' Tetukin (temporada 2)
- Brendt Thomas Diabo ee (temporada 2–)
- Paul Ewan Wilson es Vanstone (temporada 1–3)
- Paul McGillion es Major Vinnicombe (season 3)
- Jay Simpson es Lord Winston Fisher (temporada 3)
- Ellyn Jade es Kahwihta (temporada 3)
- Michael Raymond-James es Fortunato (temporada 3)
- Temuera Morrison es Te Rangi (temporada 3)
- Gary Lewis es Edward Emberly (temporada 3)
- Gordon Brown as Barclay (temporada 3)
- Cal MacAninch es Angus (temporada 3)
- Stephen Oates es Patrick O'Reilly (temporada 3)
- Evan Mercer es Mercer (temporada 3)

### Recurrente
- Sean Wei Mah como Omaciw
- Graham Abadía como MacLaughlan (temporada 1)
- Un.C. Peterson es Gobernador Threadwell (temporada 1)
- Peter O soyeara es Peter Carruthers (temporada 1)
- Nathaniel Arcand es Wahush (temporada 2)
- Estrella Slade e Misnno (temporada 2)
- Ryan Tarran es Wadlow (temporada 3)

## Producción
La serie esta coproducida por Discovery Canadá y Netflix. El rodaje de Frontier tuvo lugar en varias ubicaciones de Terranova y Labrador, Nueva Escocia, y Ontario, Canadá, así como en Cornualles en el Reino Unido.

## Estreno
La serie está producida en 4K ultra definición alta; el 8 de enero de 2016. Bell Media confirmó que Frontier se retransmitiría en 4K mediante la app Discover Go exclusivamente en las smart TV Samsung 4K.
La serie fue estrenada el 6 de noviembre de 2016. Renovó para una segunda temporada en octubre de 2016, estrenándose el 18 de octubre del 2017. Frontier renovó para una tercera temporada en el 20 de septiembre de 2017, antes del estreno de la segunda temporada. La tercera temporada completa tuvo su estreno en Netflix el 23 de noviembre de 2018, y posteriormente se retransmitió en Canadá entre los días 7 y 21 de diciembre de 2018.
Internacionalmente, la serie está distribuida por Netflix, comenzando con su primera temporada el 20 de enero de 2017. Debido a un acuerdo de exclusividad la serie no estuvo disponible en Netflix Canadá hasta 2017.

## Recepción
La primera temporada recibió críticas diversas. En Rotten Tomatoes tiene un índice de aprobación de críticos de 43% basado en 14 opiniones, llegando al siguiente consenso "La potente interpretación de Jason Momoa como Declan Harp es aplastada por la parsimonia con la que se desarrolla Frontier frecuentemente"; aun así, obtiene un índice de aprobación de la audiencia del 79%. Metacritic, el cual asigna una media ponderada según las críticas profesionales, dio a la serie una puntuación media de 52 sobre 100, basado en la opinión de 11 críticos, indicando "opiniones mixtas o mediócres".
En una crítica positiva, John Doyle de The Globe and Mail describió la serie como "un cúmulo de acción, simple y muy entreteniendo sobre los despiadados que crearon este país saqueándolo, cuándo no estaban ocupados matándose entre ellos". Doyle sintió que el episodio piloto maneja las interacciones con las Naciones Originarias de Canadá delicadamente, comentando que Frontier estaba "lejos de ser un lavado de imagen sobre las batallas que llevaron a cabo ingleses, escoceses, irlandeses , franceses y españoles para conseguir tierra y pieles.

## Premios y nominaciones

### Canadian Screen Awards
| Año  | Categoría                                    | Nominado | Resultado | Ref    |
| ---- | -------------------------------------------- | --- | --------- | ------ |
| 2017 | Mejor reparto                                | Denise Chamain, Sara Kay, Jenny Lewis, Danielle Irvine                                                                           | Nominado  | [ 17 ] |
| 2017 | Mejor dirección - Serie dramática            | Brad Peyton | Nominado  | [ 17 ] |
| 2017 | Mejor maquillaje                             | Elizabeth Kuchurean | Ganadora  | [ 17 ] |
| 2017 | Mejor vestuario                              | Michael Ground | Nominado  | [ 17 ] |
| 2017 | Mejor actor - Drama                          | Jason Momoa | Nominado  | [ 17 ] |
| 2017 | Mejor actor - Drama                          | Landon Liboiron | Nominado  | [ 17 ] |
| 2017 | Mejor diseño o dirección artística - Ficción | Gordon Barnes | Nominado  | [ 17 ] |
| 2018 | Mejor maquillaje                             | Elizabeth Kuchurean, Norma Richard                                                                                               | Nominado  | [ 18 ] |
| 2018 | Mejor vestuario                              | Michael Ground | Nominado  | [ 18 ] |
| 2018 | Mejor fotografía - Drama                     | Glen Keenan | Nominado  | [ 18 ] |
| 2018 | Mejor diseño o dirección artística - Ficción | Gord Barnes | Nominado  | [ 18 ] |
| 2018 | Mejor sonido - Ficción                       | Marco Dolle, David Yonson, John Elliot, Clive Turner, Alastair Gray, Orest Sushko, Janice Ierulli, Dave Johnson, Mark Shnuriwsky | Nominado  | [ 18 ] |

### Premios de la Directors Guild of Canada
| Año  | Categoría                        | Nominado                                                                           | Resultado | Ref    |
| ---- | -------------------------------- | ---------------------------------------------------------------------------------- | --------- | ------ |
| 2017 | Mejor diseño - Serie             | Gordon Barnes (Episode 101 – A Kingdom Unto Itself)                                | Nominado  | [ 19 ] |
| 2017 | Mejor edición de sonido - Serie  | Matthew Hussey, Alastair Gray, Mark Shnuriwsky, Clive Turner (Episode 104, Wolves) | Nominado  | [ 19 ] |
| 2018 | Mejor director - Serie dramática | John Vatcher (Episode 203, The Wolf and the Bear)                                  | Nominado  | [ 20 ] |